# Российская федерация баскетбола
Российская федерация баскетбола (РФБ) — организация, занимающаяся проведением на территории России соревнований по баскетболу. Представляет интересы российского баскетбола в Международной федерации баскетбола. Объединяет спортивные организации более 70 субъектов Российской Федерации.
Создана на учредительной конференции 27 октября 1991 года, а в марте 1992 года получила признание ФИБА в качестве преемницы Федерации баскетбола СССР.

## История
Чемпионат СССР по баскетболу начал разыгрываться с 1934 года.
Российская федерация баскетбола учреждена 27 октября 1991 года, а в марте 1992 года РФБ официально стала правопреемником Федерации баскетбола СССР. Однако с августа по октябрь 1991 года существовала эфемерная «Федерация баскетбола СНГ», президентом которой был В. Л. Сыч.
12 февраля 2008 года Российская федерация баскетбола впервые в новейшей российской истории удостоилась специальной награды Международной федерации баскетбола (ФИБА), носящей имя известного итальянского арбитра Пьетро Ревербери. На 22-й по счету церемонии вручения «баскетбольных Оскаров» приз в номинации «Национальная федерация, добившаяся в 2007 году наибольшего успеха в соревнованиях на уровне сборных» был вручен президенту РФБ Сергею Чернову.
Штаб-квартира находится по адресу: 119991, Москва, Лужнецкая набережная, дом 8.

### Президенты Российской федерации баскетбола
1991—1994 — П. В. Морозов
- одновременно в период 1991—1992 гг. председателем федерации избирается А. Я. Гомельский

1995—1998 — С. А. Белов
1998—2003 — В. В. Кузин
2003—2010 — С. В. Чернов
2010—2013 — А. В. Красненков
2013—2015 — Президент нелегитимен, и. о. президента Ю. С. Аникеева
2015—н.в. — А. Г. Кириленко

## Руководство

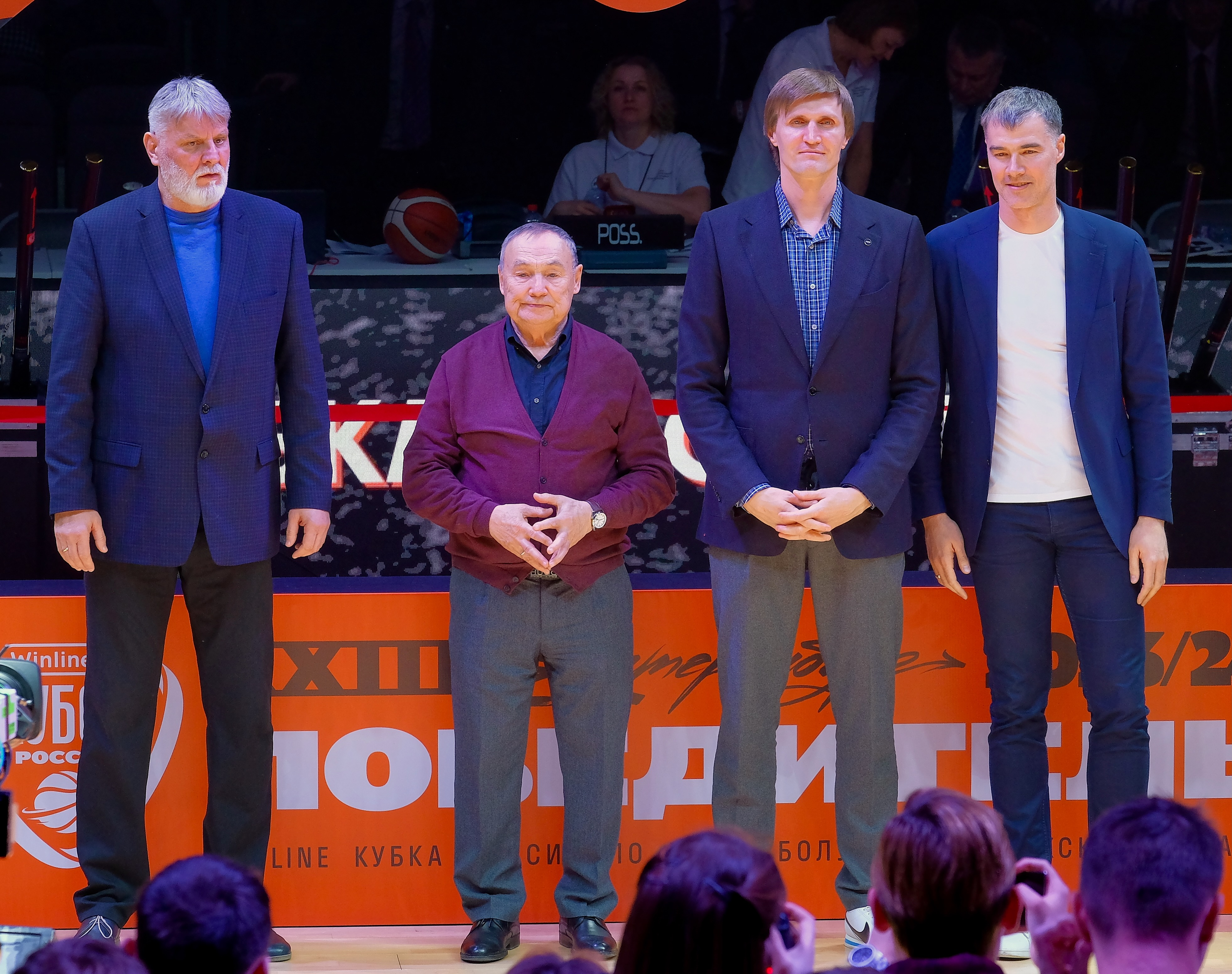
Награждение победителей Кубка России по баскетболу среди мужских команд 2023/2024. Слева направо: Валерий Тихоненко, Президент БК Уралмаш и федерации баскетбола Свердловской области Виктор Ганиенко, Президент РФБ Андрей Кириленко, исполнительный директор РФБ Владимир Дячок

Исполнительный комитет Российской федерации Баскетбола:
- Президент РФБ — Андрей Кириленко.
- Генеральный секретарь/Исполнительный директор РФБ — Владимир Дячок[11].
- Директор департамента развития — Антон Бесфамильный.
- Руководитель департамента профессионального баскетбола — Светлана Гюр (со 2 декабря 2020 года).
- Руководитель департамента любительского баскетбола — Алексей Саврасенко.
- Руководитель департамента резерва и национальных сборных — Олег Ушаков.
- Председатель Тренерского совета РФБ по женским командам — Анна Архипова-фон Калманович.
- Председатель Тренерского совета РФБ по мужским командам — Станислав Ерёмин.

### Ассоциации и организации, созданные под эгидой РФБ
- Ассоциация студенческого баскетбола (АСБ). Президент — Александр Владимирович Коновалов.
- Молодёжная баскетбольная ассоциация (МБА). Президент — Двуреченских Виктор Александрович.
- Ассоциации уличного баскетбола («Стритбаскет-Россия»). Президент — Байдаков Сергей Львович.
- Комитет ветеранов РФБ. Президент — Найденов Сергей Михайлович.
- Клуб «Минибаскет». Президент — Федоренков Сергей Юрьевич.

## Функции
РФБ организует и проводит чемпионаты, первенства, розыгрыши кубков и другие официальные спортивные соревнования, а также международные баскетбольные турниры на территории Российской Федерации. В обязанности РФБ входит совершенствование системы подготовки спортсменов высшей квалификации, обеспечение мероприятий по подготовке и участию в международных соревнованиях сборных и клубных команд России. РФБ проводит работу по становлению, развитию и координации профессионального, любительского и детско-юношеского баскетбола, оказанию помощи ветеранам.

## Чемпионат России по баскетболу
| Чемпионат России по баскетболу среди мужчин проводится с 1992 года. В структуре российского мужского баскетбола существуют три профессиональных дивизиона: - Суперлига - Высшая лига - Кубок России | Чемпионат России по баскетболу среди женщин проводится с 1992 года. В структуре российского женского чемпионата существуют четыре профессиональных дивизиона: - Кубок России - Премьер-лига - Суперлига (I дивизион) - Суперлига (II дивизион) (Группа «А» и Группа «Б») |